# Sterolin
Sterolin (ABCG5/G8-Effluxpumpe) ist das Zellmembran-Protein, das bei Säugetieren überschüssiges Cholesterin und Phytosterine aus Leberzellen herauspumpt, wonach diese Stoffe in die Gallenblase fließen. In geringerem Maß findet sich Sterolin in der Membran von Enterozyten des Darms. Die Energie für den Pumpvorgang wird durch ATP bereitgestellt. Es handelt sich bei Sterolin also um eine membranständige ATPase, genauer um einen ABC-Transporter.
Sterolin ist ein Heterodimer aus den zwei Halbtransportern ABCG5 und ABCG8. Mutationen in jedem der beiden Gene können die Funktion von Sterolin beeinträchtigen und zur (seltenen, erblichen) Sitosterinämie führen. Andere Mutationen erhöhen die Pumpaktivität und führen zu erhöhtem Risiko für Gallensteine (GBD4).
Die Transportgleichung für ABC-Transporter (Efflux):
Substrat (innen) + ATP ⇒ Substrat (außen) + ADP + Pi
In einer Studie mit Chilenen war eine Variante von ABCG5 mit Hypercholesterinämie assoziiert. Mit einer Variante von ABCG8 zeigte sich in einer taiwanesischen Studie ein ähnlicher Zusammenhang.